# Q版特工
《Q版特工》系列，由香港作家梁科慶編著，並由突破出版社協助出版。
小說主要講述特工阿Wing執行其特工任務的故事。重要角色除了主角阿Wing，還有前女友兼小學同學葉真生、好友阿漆、阿Ken、露絲、嘉薰醫生、上司M、M的秘書Ada、女友R，以及死對頭金大芝等等。除此之外，阿Wing又隨身配備先進的武器，與敵周旋。
全個故事是一個完整的系列，角色性格和關係隨劇情發展變得豐富。
截至二零二四年四月底為止，Ｑ版特工一共出版了43冊。

## 書目
1. Q版特工1  - 極度任務
2. Q版特工2  - 挪亞方舟
3. Q版特工3  - 百慕達三角
4. Q版特工4  - 複製殺手
5. Q版特工5  - 來自陰間的Email
6. Q版特工6  - 太空殺人真菌
7. Q版特工7  - 魔法陷阱
8. Q版特工8  - 前傳誤闖間諜網
9. Q版特工9  - 北韓危機
10. Q版特工10 - 奪命潛航
11. Q版特工11 - 再見真生
12. Q版特工12 - 諜變密令
13. Q版特工13 - 鴉殺
14. Q版特工14 - 反恐追擊912
15. Q版特工15 - M殺令
16. Q版特工16 - 迷城毒蹤
17. Q版特工17 - 幽靈直線
18. Q版特工18 - 不是任務
19. Q版特工19 - 叛逃
20. Q版特工20 - 千面殺機
21. Q版特工21 - 葬祕
22. Q版特工22 - 暗幕
23. Q版特工23 - 地焰劫
24. Q版特工24 - 幻見
25. Q版特工25 - 藏香
26. Q版特工26 - 富仇記
27. Q版特工27 - 毒匣
28. Q版特工28 - 裂島
29. Q版特工29 - 暗域追擊
30. Q版特工30 - 潛行瘋疫
31. Q版特工31 - 死亡拍賣會
32. Q版特工32 - 奪寶殺機
33. Q版特工33 - 玩命交易
34. Q版特工34 - 暴風危情
35. Q版特工35 - 元朗故事
36. Q版特工36 - 銀狐
37. Q版特工37 - 撕裂
38. Q版特工38 - 逃出北京
39. Q版特工39 - 解密
40. Q版特工40 - 同門
41. Q版特工41 - 柒里香
42. Q版特工42 - 命運夜航
43. Q版特工43 - 街頭魔術師與消失的孩子

## 獎項
- 香港公共圖書館「第11屆中學生好書龍虎榜」《Q版特工1 極度任務》
- 香港教育城「十本好讀2003」第4位《Q版特工9 北韓危機》
- 香港教育城「十本好讀2003」第6位《Q版特工10 奪命潛航》
- 香港教育城「十本好讀2003」第7位《Q版特工8 前傳：誤闖間諜網》
- 香港公共圖書館「第15屆中學生好書龍虎榜」《Q版特工8 前傳：誤闖間諜網》
- 香港教育城「十本好讀2004」第2位《Q版特工11 再見真生》
- 香港公共圖書館「第1屆書叢榜」《複製殺手》
- 香港教育城「十本好讀2005」第2位《Q版特工12 諜變密令》
- 香港教育城「十本好讀2005」第6位《Q版特工13 鴉殺》
- 第四屆全國偵探小說大賽「最佳懸疑獎」《Q版特工13 鴉殺》
- 香港教育城「十本好讀2006」第3位《Q版特工14 反恐狙擊912》
- 香港教育城「十本好讀2006」第4位《Q版特工15 M殺令》
- 香港教育城「十本好讀2007」第3位《Q版特工18 不是任務》
- 香港教育城「十本好讀2008」第4位《Q版特工21 葬祕》
- 香港教育城「十本好讀2008」第8位《Q版特工x嘉薰醫生1 生死X緣》（陳嘉薰合著）
- 香港教育城「十本好讀2009」第2位《Q版特工23 地焰劫》
- 香港教育城「十本好讀2010」第3位《Q版特工24 幻見》
- 香港教育城「十本好讀2010」第4位《Q版特工x嘉薰醫生 隱市狂徒2》（陳嘉薰合著）
- 香港教育城「十本好讀2011」第3位《Q版特工26 富仇記》
- 香港教育城「十本好讀2012」第3位《Q版特工29 暗域狙擊》
- 第12屆香港中文文學雙年獎（兒童少年文學組）《Q版特工29 暗域狙擊》
- 香港教育城「十本好讀2013」第3位《Q版特工30 潛行瘋疫》
- 香港教育城「十本好讀2013」第4位《Q版特工x嘉薰醫生3 真生再見》
- 香港教育城「十本好讀2014」第3位《Q版特工32 奪寶殺機》

## 特色
- 阿Wing及其他書中人物經常於執行任務時弄出不少笑話
- 阿Wing執行任務時忽然會唸起一兩首新詩
- 阿Wing姊姊與阿Wing交談時會不時唸出一兩節《聖經》
- 阿Wing常道自己是「風流爾雅入水能游出水能跳⋯⋯的皇牌特工」
- 經常出現很多名詞／形容詞連在一起，如「樣衰口臭臉皮厚⋯⋯腦大生草」

## 登場人物

### 主角
阿Wing
男主角，行動組特工，M的下屬，年齡二十至三十之間。他經常遭遇聖經的難題，去問姐姐或姐夫（兩位皆是基督徒，姐夫更是傳道人，因為受到他們和真生的影響，阿Wing現在越來越信但尚未完全信基督教。勇敢果斷、機智，但會間歇性糊塗，且有時會被感情影響，是最不似特工的特工。最愛喝紙包奶，不愛喝酒。入行前在劍橋修讀兒童文學，以攝影師的身份作掩飾，有鼻敏感。與阿漆和葉真生是小學同學，亦與露絲、阿Ken等是好友。喜愛閱讀，例如詩集、《時間簡史》、《劍河倒影》、《格林童話》，經常吟詩。小時與阿漆習武，因而精通百般武藝，例如「雲手」、「好漢拳」，甚至金庸小說的「彈指神通」、「打狗棒法」和「降龍十八掌」，以及「草上飛」、「梯雲縱」等絕頂輕功；習武時練精學懶，但善於融會貫通。《第6集：太空殺人真菌》重遇真生後和她成為情人，但《第11集：再見真生》真生中毒慘死後崩潰，刻意躲藏長達9個月，甚至為她而四處流浪。尋得眾毒剋星——辟毒碧眼獸後，結束流浪並聯同阿漆、阿Ken，到日本殺死金大芝（然而金大芝最終仍然生還），為真生報仇；但此後仍躲在日本筑波避世，直至《第12集：諜變密令》被露絲找到及協助阿漆完成臥底任務，終於在《第14集：M殺令》初段返港。《第10集：奪命潛航》末段被金大芝下毒，一度以為「苗疆蠱毒」在《第11集：再見真生》被辟毒碧眼獸吸掉，事實上卻餘毒未清，導致長期耳鳴，更在《第20集：千面殺機》末段復發，幾乎命喪千面人手上，後來在《Q版特工X嘉薰醫生1 生死X緣》中仍然性命垂危，終於由嘉薰醫生和楚醫生以金大芝血清配製的解毒劑把劇毒清除。真生死後，在《第17集：幽靈直線》和R成為情人，但在《第24集：幻見》一度分手（分手原因是莫需有），在《第25集：藏香》復合。
阿漆
男性，行動組特工，M的下屬。與阿Wing從小認識，既是小學同學，也是好朋友，並介紹他成為特工。在大學修讀歷史，熟悉歐洲歷史，懂俄語、針灸。在阿漆眼中的露絲是「成熟、大方、熱愛工作」，與她在第14集成為情侶。與阿Wing一同習武，基本功紮實，精通暗器（尤其飛刀）；亦懂一些上乘輕功，但這方面的功力不及阿Wing。由於父親賣豬肉維生，小時忍受多年「豬肉仔，沒出息」的侮辱，為了「讓難登大雅之堂的豬肉刀掦名立萬」，不惜親自求師父獨創「豬肉刀十八斬」。把此刀法練成後，更成為了絕技。
葉真生（吳芷晴）
女性，阿Wing的女朋友兼小學同學。自從認識阿Wing的姐姐和姐夫後，信了基督教。小時較胖，因此被稱為「肥妹生」。為人富正義感，常揭發小時候的阿Wing和阿漆欠交功課等行為，因而經常被作弄。大學畢業後加入警隊，但救嬰兒時被患有愛滋病的嬰孩母親咬傷，意外染上愛滋病，之後一直流浪，直至第6集重遇阿Wing，才重新振作。後來阿Wing成為情侶，可是在第11集，為救阿Wing，被金大芝在混戰中抓傷，中毒病危；為免令阿Wing分心，決定假死。後來脫離危險期，改以新身份「吳芷晴」再次流浪以避開阿Wing，返港覆診時發現體內的毒素和HIV病毒互相箝制，一年後證實康復。在《第24集：幻見》中以複製人形式出現，但這是瑪姬用全息系統弄出來的幻覺；直至《Q版特工X嘉薰醫生3 真生再見》才以「吳芷晴」身份再度登場。以吳芷晴身份登場後再沒與阿Wing有任何聯絡。

### 香港特工組織

#### M小隊
M
男性，特工主管，阿Wing的上司。做事渾渾噩噩，不做不錯，小做小錯，維持現狀，50年不變，得過且過，愛在辦公室玩射箭、打高爾夫球，懂催眠。真人不露相，露相不真人，入行前是警察，頭十九年的警察生涯渾渾噩噩，但在第二十年突然迅速地破了多宗案件，連升九級，因而被納入組織，僅於第15和29集秀出其絕頂身手和過人智慧。於第22集放大假，由阿Ken暫代主管，第23集復職。
阿Wing
男性，行動組特工。
參見主角

阿漆
男性，行動組特工。
參見主角

露絲
女性，情報組特工，M的下屬，阿漆的女友。細心、聰明、動作敏捷、好勝。本是記者，於第3集加入、第7集受訓完畢，並與阿Ken一起喬裝成美軍支援阿Wing，並入侵美國中央情報局主電腦及德國間諜衞星。後來拜Q為師，學習研究武器。
阿Ken
男性，行動組特工，M的下屬。槍法很差，命中率很低，但偶有突出表现，以前身型是倒三角，但愛上甜品後變了正三角。在第22集曾代替M成為主管，但任務失敗及受同事針對的龐大壓力導致精神瀕臨崩潰，被送往美國的療養院，在第24集重回特工組織。
Ada
女性，阿Wing的上司M的秘書，綽號「超級發電廠」。而與阿Wing則是遠房親戚關係，Ada的表姑媽，是阿Wing在大陸的三姨婆的五表妹的堂弟的姪女。對特工組的男同事的住址暸如指掌，差不多曾到每一位男同事家中打掃(M除外)。
北燕
女性，M的下屬，「媽咪級」女俠，full-time家庭主婦，part-time特工，育有一子一女，會「分腿一字馬」，阿Wing的好友。狙擊技術一流，且能做出「分腿一字馬」等高難度動作，於23集協助阿Wing追捕米勒，24集和泰臣追捕瑪姬，25集陪阿Wing往法國尋找R「中毒」的秘方，27至29集參與瓦解坤嫂販毒集團之任務，表現傑出。
角色代表:黃燕萍
發仔
男性，行動組特工，M的下屬，有著冷峻的眼神。以拍電影掩飾祕密任務的前線特工。
角色影射:周潤發
阿莫
男性，電腦天才，第7集由監犯成為美國中央情報局保安主任，第8集的前傳中揭發他利用程式，闖入美國國防部電腦，兩周內闖入飛彈系統26次，因而被阿Wing拘捕。被違規任命為保安主任後，再被破格吸納為特工。在第22集為組織造了一道超級無敵防火牆。
梁賢
男性，第31集登場。原本是警隊的明日之星，但因炒孖展而身負巨債，終日酗酒，但遇到陶公子之祖父後成為陶公子之保鏢之一，化名梁言，但生活因而渾噩化。後來跟阿Wing偵破古堡謀殺案後，在第32集被交代正式成為特工並開始執行任務。

#### R小隊
R
女性，30歲左右，另一組特工主管，與M平起平坐。聰明、有才幹、外冷內熱、情緒化、觀察入微，長於推理分析。8歲喪母，自幼懂事獨立，就讀英文中學，大學法律系畢業。與父親相依為命，感情極好。後來父親因肺癌逝世，R自責不已，因而脾氣轉壞。因抑鬱症離職前為特工界的明日之星；其時為人急功近利、為完成任務可不擇手段，亦對下屬非常嚴厲。第17至18集赴美留醫靜養，可惜第20集回港後病情反覆；後來誤服西藏紅花（又名「七日醉」）根治了抑鬱症，第25集正式復職後作風變得硬朗、進取、果敢，但沒再如以往般不擇手段。繼真生後，在第17集和阿Wing成為情侶；第24集尾聲和阿Wing分手，在第25集復合。
在《真生再見》中（用一角竊聽器）竊聽到徐醫生與嘉薰醫生的對話，得知真生沒死。
泰臣
男性，行動組特工，R的下屬兼親信，雖有一點女性化，但身體魁梧且戰鬥力強。於第15集首次登場並與M小隊的眾人結為好友，及後間中會與阿Wing等人一起行動。於第22集與奇勒被地獄使者暗算身受重傷，第23集康復，並於27集跟M小隊和其他特工一起圍捕亞星。
大力
男性，來自非洲食人族，R的下屬兼親信，行動組特工。擅用吹箭，討厭美國人，不放過所有不違法加害美國人的機會，例如不斷請他們喝汽水。首次登場於第12集，並在第17集跟R一起調查地獄門案。後來第20集在西鐵線天水圍站追捕千面人時反被其暗算槍殺。
S
男性，R的下屬，行動組特工。於第29集首次登場，與R和T一起到警署調查，並於《真生再見》調查真生生死之謎。
T
男性，R的下屬，行動組特工。於第29集首次登場，與R和S一起到警署調查，並於《真生再見》調查真生生死之謎。
奇勒
男性，R的下屬，情報組特工，表現庸碌，實為內奸且擁有極好身手。「世界新秩序」首領瑪姬的乾長子，並被其派來特工組織偷取「全球特工名單」。在第22集殺害何小傑並成功偷取名單卻被特工組織通緝追捕，在希臘被弟弟米勒槍殺。
大詹斯
男性，R的下屬。小詹斯之哥哥，多年前被R派往地獄門調查，不幸遭發現而被殺害。
小詹斯
男性，R的下屬。大詹斯之弟弟，因哥哥大詹斯被R派往調查地獄門一案卻不幸殉職而痛恨R及地獄門首領地獄使者。於第17集欲向R及地獄使者報復，但被阿Ken擒獲逮捕。
何小傑
男性，R的下屬，情報組特工，為人多疑，善長推理分析。於第22集帶著「全球特工名單」進行調查時被奇勒暗算，以利器割斷頸動脈身亡，其名單被盜取。

#### 其他特工
高文
特工組織的信差，間中會到前線執行任務，常穿奇裝異服，絕技為「寒冰綿掌」。
Q
男性，科研部武器顧問，露絲的師父，經常創造出一些奇怪但實用的武器。
角色影射:Q先生
霍斯
男性，來自美國，專責X檔案的特工。獨斷獨行喜愛追查超自然現象的案件，愛玩填字遊戲、發掘外星人的真相。
丹娜
女性，來自美國，與霍斯一同負責X檔案的特工。
X
男性，特工，已經死亡，在第5集被描述在荒郊石屋裏找到他的屍體。
「姓衞的」
男性，身份不明，但曾於第3集，協助阿Wing執行調查有關百慕達三角船隻及飛機的失蹤事件，阿Wing則揶揄他是「討厭的聲音、一張可憎的臉」。
AB2630
男性，特工組織獄卒。
參見地獄門

原醫生
男性，整天鬧失戀，沒半點男子氣概；有黎明的一號情深款款眼神。他曾經在阿Wing與阿珍的約會中搶走阿珍。但後來阿珍嫁予一名男子，令他與阿Wing同時失戀。
曹博士
男性，於《極度任務》、《再見真生》及《Q版特工X嘉薰醫生3 真生再見》中登場的角色，曾協助嘉薰醫生拖延真生病發時間。

### 世界新秩序 (第22-24集)
瑪姬
女性，虛構恐怖組織「世界新秩序」首領策劃人，於第22及24集出現，掌管「全息系統」，小說描寫她是個來自希臘的國際通緝犯，為人心狠手毒。
米勒
男性，為瑪姬的乾二子、奇勒的弟弟。「世界新秩序」成員，對瑪姬忠心耿耿，充當其副手。於第23集被特工組織逮捕後拒絕透露情報，並服毒自殺。
奇勒
男性，為瑪姬的乾長子、米勒的哥哥。「世界新秩序」成員，並潛伏於特工組織。
參見香港特工組織

小黑
深受米勒寵愛的黑貓，異常聰穎。

### 東南亞毒梟集團 (第27-29集)
坤嫂
金三角毒梟，中泰混血兒，於第27集被首次提及，第28集僅在電話中跟阿Wing短暫對話，第29集中期才正式登場。為了逃避追捕而多次整容，只有其親信得知她的容貌。
曾留學美國，擁有工商管理碩士，精通中、英、法、泰、印、菲語。留學期間接觸了毒品，並認為毒品生意可以致富，因此搭上了金沙角的坤沙將軍，當其情婦兼助手，開始拓展其毒品王國。憑藉其商業頭腦，即使坤沙在2007年病逝亦無阻其蓬勃生意。
蘭姨
坤嫂的得力手下，第28集首度登場，為人重情重義，對坤嫂忠心耿耿，而且武藝不俗，自認坤嫂麾下辦事能力最高。
於第28集首度登場，在台灣被坤嫂命令其阻擋阿Wing等人，以拖延時間逃跑。
於第29集中為幫助擔任臥底的阿漆逃脫而被坤嫂的槍手射殺身亡。
亞星
坤嫂麾下的印尼裔殺手兼親信，跟亞月、亞日是三胞胎，三人樣貌相似。於第27集登場，幼時曾到婆罗洲學習巫術，其身手不凡、骨骼精奇，服用巫藥後更刀槍不入。
於第27集先以紅羽毛吹箭暗殺雄爺，撤退時與特工組織展開大戰。即使被阿Wing的「彈指神通」和阿漆的「豬肉刀十八斬」攻擊也沒有受傷、被連點身體15個穴道也能活動自如、視刀傷和槍傷如等閒、被來不及剎車的「亡命小巴」撞倒也行動自如，甚至可以用「倒豎樁」方式逃逸，更以一己之力打傷阿Wing、阿漆、阿Ken、露絲、R、泰臣、北燕、高文以及數名特工，輕易殺出特工組織的包圍網。隨後警方發動了數次突擊行動，但依然無法將其緝拿，反造成大量警員傷亡。於同集尾段在馬灣挪亞方舟的圍捕行動中再度打傷阿Wing等一眾主角，最後被正在與街坊下棋的M用一隻象棋的「馬」打傷脊椎而倒地不起。
於第35集交代其最終因巫藥強烈副作用於昏迷狀態下發作，導致細胞產生「凝縮」現象，多個器官衰竭而死。
亞月
坤嫂麾下的印尼裔親信，於第28集首度登場，跟亞星、亞日是三胞胎，三人樣貌相似，但他並沒有跟隨兩位兄弟到婆羅洲學習巫術，因此並非刀槍不入，坤嫂亦只是念在他的忠誠和其兄弟的份上才讓他留在身邊當跑腿。
於第28集末段在台灣被坤嫂命令其假裝亞星阻擋阿Wing等人，以拖延時間逃跑，但被R看穿其並非亞星。結尾被台灣警方拘捕，並轉交香港特工組織。
亞日
坤嫂麾下的印尼裔殺手兼親信，於第29集首度登場，跟亞星、亞月是三胞胎，三人樣貌相似。幼時亦曾到婆罗洲學習巫術，但半年前施巫術時出錯，廢了雙腿。
於第29集末段拆穿阿漆臥底的身分後，同時口吐白沬而死。
猜逢
坤嫂的司機兼近身保鑣，亦是坤嫂亡夫坤沙將軍的舊部下，於第29集首度登場，其身材魁梧黝黑，而且體毛濃密，猶如一頭黑猩猩。喜歡吃佤族的山雞爛飯。
於第29集作為領路人帶蘭姨和阿漆到坤嫂藏身之地，後被坤嫂派往監視阿漆行刺黑手黨的任務。在故事末段在船上發現蘭姨打算放走身份敗露的阿漆而上前攻擊二人，但被蘭姨制服並鉗碎喉骨殺害。
麥幫辦
香港警隊警長，實為替坤嫂辦事的黑警，於第29集登場，同集末段被R、S和T拘捕。
雄爺
金三角販毒集團成員，於第27集首度登場，前觀塘警署衝鋒車主管，亦是真生的前上司，現為黑道中人，負責香港的毒品銷售。
多年前因避免真生發現其所作的不法勾當而串通愛滋婦人陷害真生，亦因而惹起阿Wing的憎恨。於第27集末段當阿Wing逼其供出幕後指使者時，被亞星以紅羽毛吹箭殺害。
光頭勇
雄爺的得力手下，身型肥胖，於第27集首度登場，於香港的黑道頗有勢力，人皆尊稱其為「勇哥」，但對金三角販毒集團的了解不深，只知道有亞星這位殺手存在。
羅組長
台灣警官，於第28集首度登場。故事初期是阿Wing的調查搭檔，但被揭發其實為台獨份子，偽裝協助阿Wing和R拘捕坤嫂，實際因策劃在福州引發大爆炸，需要門路運送大量炸藥而有求坤嫂，替她潛伏於阿Wing身邊。在事敗被拘捕前自殺。
魚哥
台灣船長，正職走私，兼職捕魚，於第28集被提及，第29集正式登場，有替金三角販毒集團運毒和運載偷渡客。
李立明
坤嫂雇用的台籍殺手，於第28集首度登場，並被派往刺殺阿Wing，卻反被其制服並交給台灣警方。隨後阿Wing用其手機致電坤嫂欲追蹤其位置，但被坤嫂識破而不果。
莫明
台灣人，於第28集首度登場，為一間名為奇妙的空殼公司的老闆，同時亦是坤嫂於高雄市的其中一個物業的登記業主，雖然是坤嫂的手下，卻只是個充當跑腿角色的傀儡，對金三角販毒集團一概不知。

### 其他反派角色
千面人
男性，職業殺手，手法比金大芝更狠辣，為殺一人可以引發酒吧大爆炸，或者亂槍掃射，把所有在場人士全部殺死。配槍為Vz. 61。行事亦非常謹慎，不留下任何線索，可是也成為其弱點。第20集被生擒，《隱市狂徒》中逃獄，並擲腐蝕性液體，但被引上當，再度被拘捕。
文迪高娃
女性，第2集出現。假冒Ann Chan，實為黑龍黨成員，但愛上阿Wing，後被黑龍黨首領殺死。

銀狐
女性，殺手，皮膚異常地白，於第35、36集登場，是袁峰的女兒。

姜又天
男性，內地殺手組織頭目。

### 隸屬其他組織的特工
金大芝
女性，外號「辣手毒魔」，原名Gigi──嘉薰醫生的醫學院同學兼前度女友，阿Wing的死對頭，擅長用毒。因為阿Wing令她變節叛國，有家歸不得，所以對他恨之入骨。第11集在混戰中抓傷葉真生，令真生中毒死亡（其實沒死），因此成為阿Wing的報仇目標。末段被阿漆的飛標及阿Ken的雪茄槍擊中受重傷，但未死，《生死X緣》中證實仍然生還，可是阿Ken的雪茄槍子彈不能命中心臟卻擊中經絡，導致毒功受影響，不再是百毒不侵。第24集被瑪姬抓住，變成喪屍，後來證實是瑪姬用全息系統弄出來的幻覺。
角色影射：甘大滋
金歸嘜
女性，是金大芝的同門師姐。於《第9集：北韓危機》中，金正日得知金教授有意變節，命金歸嘜以管家「朱媽」的身分監視金教授。於南韓樂天世界為逃避南韓警方的嚴刑拷問而自殺。
角色影射：金龜嘜
黑海一號
女性，由普京一手訓練出來的俄羅斯皇牌特工。
漢斯
聯邦調查局探員，阿Wing之好友，多次協助其破案。
Sean
男性，僅於第30集出現。澳洲特工，新加坡人，因出差時酷愛澳洲而轉為長駐當地，在阿Wing落腳的酒店中當侍應掩飾身份，後與阿Wing共同破解村民精神失常的事件。

### 客串角色
陳嘉薰醫生
男性，《嘉薰醫生》小說系列的主角。
楚醫生
男性，《生死X緣》中的角色，毒理專家，未到40歲髮線向後移。眼戴黑框眼鏡，看上去比真實年齡大，有些像五十多歲的愛因斯坦。
徐醫生
女性，在《真生再見》中與嘉薰醫生一起解剖亞星，並協助R交叉比對紙杯和一條染有真生血漬的繃帶的DNA,發現了真生離世的「真相」。事實上，那個紙杯是嘉薰醫生使用過的，目的就是為了避免R因為對比結果而發現真生尚在生，引起R妒忌。
都市遊俠
身分神祕兼武功高強的男子，戴着銀面罩，下巴留有鬢根，於第22集中把地獄使者打致全身癱瘓。是另一套小說《慌失失神探》的主角。

### 其他角色
小B
男性，中學生，阿Wing姐姐的孩子，在第5集曾要求阿Wing幫忙解決班會費失竊事件，在第27集染上毒癮。
他的媽媽經常說聖經給阿wing。
陶公子
富二代，於第31集首次登場。
袁峰
男性，殺手銀狐之父，迷你倉職員，於36集出現。

## 書中的武功
- 楊式太極拳
- 梯雲縱
- 降龍十八掌
- 彈指神通
- 一陽指
- 美女拳
- 好漢拳
- 猛禽戲
- 無影腳
- 劈空掌
- 打狗棒法
- 豬肉刀十八斬 阿漆專用
- 暗器
- 草上飛
- 鬼影魅步
- 風捲殘雲
- 三花聚頂掌法
- 五氣朝元指
- 天外飛仙
- 障眼術
- 寒冰綿掌 高文專用

## Q版特工中的武器
- 密室Q2

內有最先進的儀器，在每一位特工家中都有一個，通常在牆後，可以連接上CIA，KGB，MI5的資料庫，也是組織和特工通訊的其中一種方法。
- 空氣分析儀Q1

外貌是鋼筆，筆桿是收集空氣樣本的试管，筆套是分析儀，分析樣本的成份，化為數據，傳送回總部。
- 手錶Q1

微型信號接收器，也是解毒手錶，暗格內藏有200cc口服解毒劑V38，能中和60種有毒物。
- 數碼錄影眼鏡Q1,Q21

一副內藏微型數碼錄影機，鏡頭裝在鏡框的左前端，全自動對焦。
- 竹蜻蜓三號Q4

背包型短途飛行器，軍隊突擊或偵察用，「三號」是竹蜻蜓系列的第三代。飛行速度高，重量輕，噪音低。缺點是負重少，不可带重型軍備。
- 霹靂雷火彈Q2

扔在地上、轟的一聲，升起大量白煙作掩護，說穿了其實是煙霧彈。
- 通話器Q14

設計成MP3播放器，掩人耳目。
- 藥丸「三日醉」Q7

阿Wing專用，服後會昏睡三天，呼吸中帶着酒氣，如醉酒一樣。沒有阿Wing的解藥，华佗再世也無法救醒。
- 信差高文的奇裝Q14

飛、爬、鑽、浮、遁、藏樣樣皆能，並有一對蝙蝠俠披風。
- 鎮暴樹脂Q12

吸塵機狀，只要按掣，長管「卜」一聲，噴出一團綠色的漿狀物質，被射中會被黏在地上，動彈不得。
- 飛行蜘蛛3號Q12

多功能微型竊聴器第3代，長1.5厘米，裝有攝錄及收音器，有8隻伸縮爪，能附在任何物質的表面，可射出麻醉藥，有自毀功能（自爆）。
- 飛行蜘蛛4號Q26

多功能微型竊聴器第4代，長1.3厘米，裝有攝錄及收音器，有8隻伸縮爪，能附在任何物質的表面，可射出飛針。

## 舞台劇
- Q版特工舞台劇 - 鴉殺

由觀塘劇團製作，改編自Q版特工系列第13部《Q版特工13鴉殺》，在2008年12月26日－30日於牛池灣文娛中心劇院表演。由香港戲劇導師羅文健主演。

## 詩人名單
本書作者梁科慶在寫阿Wing這個人物時為他在說話中加入了不少詩詞，本表列出了在各集中阿Wing說話中加入的詩詞的詩人名單。
- Q1   余光中/洛夫/羅青/北島
- Q2   王良和
- Q3   楊牧/馮至
- Q4   景曉東/秀實
- Q5   也斯/金力明/朱湘
- Q6   洛夫/余光中/陳德錦
- Q7   張婉雯
- Q8   徐志摩/胡燕青/徐訏/鍾曉陽
- Q9   鄭愁予/鄭敏/溫乃堅
- Q10  夏斐/王良和
- Q11  馬俐
- Q12  于承惠
- Q13  焱冰
- Q14  向明
- Q15  聶適之/溫乃堅
- Q16  李華川/黃國彬/謝傲霜
- Q17  秦島/余光中
- Q19  馮志弘/楊彗思
- Q20  林浩光
- Q23  潘國靈/黃燕萍
- Q24  鄭愁予
- Q26  陳昌敏
- Q27  洛楓/卞之琳/鍾偉民
- Q28  鄭煒明/余光中
- Q30  路雅/胡燕青

## 外部連結
- 突破產品
- 香港教育城（页面存档备份，存于）
- 香港教育城「十本好讀」（页面存档备份，存于）
- Q版特工 Facebook專頁(由梁科慶官方書迷會管理)（页面存档备份，存于）
- Q版特工 維基，一個記載與Q版特工有關的維基